# 鍬田憲伸
鍬田 憲伸（くわだ けんしん、1999年6月28日 - ）は、日本の男子バレーボール選手である。

## 来歴
熊本県出身。兄と姉の影響で8歳の頃からバレーボールを始めた。
高校は鎮西高等学校に進学した。2016年、1学年時の第68回全日本高等学校選手権大会（春高バレー）で準優勝を果たす。3学年となった2017年、U-19日本代表に選出され、ミャンマーで開催されたアジアユース選手権(U-19)に出場した。高校3年時には主将を務め、第70回春高バレーで優勝を果たした。そのときに、監督の厳しい指導のおかげで優勝を果たせたと当時の監督に感謝を示している。
大学は中央大学に進学。1学年時の2018年、U-20日本代表に選出され、バーレーンで開催されたアジアジュニア選手権に出場した。在学中はイタリアとポーランドに派遣留学をした。
2021年、サントリーサンバーズの内定選手となった。2022年2月6日、2021-22 V.LEAGUE DIVISION1 MENの東レアローズ戦でリリーフサーバーとしてV.LEAGUEデビューを果たし、相手に行きかけた流れを引き戻す活躍をして勝利に貢献した。2月22日に藤中謙也が負傷離脱したことにより、3月に復帰するまで、スタメン出場も果たすなど出番が増える。3月13日のパナソニックパンサーズ戦でもスタメン出場を果たすが、相手の洗礼を浴び本来の力を出せないまま敗戦となり、涙を見せるシーンもあった。それについて監督の山村宏太は、その気持ちを忘れてはいけないなと思わせてくれたと評した。大学を卒業してから、サントリーに正式入団した。
2024年、8月からヴォレアス北海道へ期限付き移籍することが発表された。2025年4月に期限付き移籍が終了しサントリーに復帰。

## 球歴
- U-19日本代表
  - アジアユース選手権 - 2017年
- U-20日本代表
  - アジアジュニア選手権 - 2018年

## 所属チーム
- 鎮西高等学校（2015-2018年）
- 中央大学（2018-2022年）
- サントリーサンバーズ/サントリーサンバーズ大阪（2022年-）
  - ヴォレアス北海道（2024-2025年）